# عبد العزيز بن تركي آل سعود
عبد العزيز بن تركي الفيصل آل سعود (ولد: 4 يونيو 1983، الرياض -)؛ رياضي ورجل أعمال سعودي والإبن الثاني للأمير تركي بن فيصل بن عبد العزيز آل سعود عُين وزيرًا للرياضة في 25 فبراير 2020. كما تمت تزكيته رئيسًا لمجلس إدارة الاتحاد العربي لكرة القدم في سبتمبر 2019، خلفا لتركي آل الشيخ. وهو نائب رئيس مجلس إدارة الهيئة العليا للفروسية. وزُكّيَ في 24 مايو 2021 ليكون رئيسًا للجمعية العمومية للجنة الأولمبية العربية السعودية لمدة أربعة سنوات.
شارك في عدة سباقات للسيارات وحقق عدة مراكز، فائز ببطولة كأس تحدي بورش جي تي 3 في 2012.

## الحياة الشخصية
ولد عبد العزيز بن تركي بن فيصل بن عبد العزيز آل سعود في 4 يونيو عام 1983 في الرياض. هو الابن الثاني للأمير تركي الفيصل بن عبد العزيز آل سعود، وحفيد الملك فيصل بن عبد العزيز آل سعود.
تزوج من الأميرة مشاعل بنت مشعل بن ماجد بن عبدالعزيز آل سعود، في ديسمبر 2015م.
و له من الأبناء : تركي ، نورة.

## الحياة العلمية
- تخرج من مدرسة الملك فيصل في الرياض في عام 2000.
- درس العلوم السياسية في جامعة الملك سعود من 2001 إلى 2003.
- حصل على البكالوريوس في العلوم السياسية من جامعة الملك سعود في عام 2003.[6][7]
- تخرج أيضاً من مدرسة Formula BMW في البحرين عام 2005م.[8]
- بعد ذلك، تابع دراسة السياسة في كلية الدراسات الشرقية والأفريقية بجامعة لندن، من عام 2003 لغاية عام 2006.
- درس التسويق في كلية إدارة الأعمال CBA جامعة الأعمال والتكنولوجيا UBT، بجدة في عام 2009 وتخرج في عام 2013.

## الحياة العملية
كان عبد العزيز بن تركي بن فيصل بن عبد العزيز آل سعود نائب رئيس مجلس إدارة الهيئة العامة للرياضة سابقًا، ثم رئيسًا لها سنة 2018 بعد إعفاء تركي آل الشيخ وتعيينه رئيساً لهيئة الترفيه. وفي 25 نوفمبر 2020، صدر أمرٌ ملكيٌّ بتحويل الهيئة العامة للرياضة إلى وزارة الرياضة، وعُيّن عبد العزيز بن تركي وزيرًا لها.
في 19 يوليو 2020، عُيّن نائبًا لرئيس مجلس إدارة الهيئة العليا للفروسية.
عبد العزيز التركي شريكٌ مؤسس «منصة اتحداك» في لبنان وذلك عام 2011م، وحاز أيضًا على درع فخري من الشركة العربية للمواد البترولية «إبسكو».
في 24 مايو 2021، زكّت الجمعية العمومية للجنة الأولمبية العربية السعودية الأمير عبد العزيز بن تركي ليكون رئيساً للجنة للأعوام الأربع المقبلة.

## المسيرة الرياضية
بعض منجزات مسيرته الرياضية فسباقات السيارات:
- شارك في عدة سباقات للسيارات وحقق عدة مراكز، فائز ببطولة كأس تحدي بورش جي تي 3 في 2012م.
- وقعت شركة شل عقداً معه ليكون السفير الرسمي لها في برنامج «السلامة على الطريق» في المملكة.
- سلسلة سباقات الفورمولا لسباقات فورمولا (2005 - 2006): (متنافس عليها) سباق واحد، المركز الأول.
- سلسلة سباقات الفورمولا لسباقات فورمولا (2006 - 2007): احتل ثمانية من أصل تسعة سباقات، أربعة انتصارات، المركز الثالث في البطولة.
- رحلة السرعة 7 البحرين (2006 - 2007): المركز الثاني لبطولة أوتوكرووس الشاملة.
- شارك مرتين في سباق الخليج وفاز بالمرتبة الأولى في عام 2014م، وبالمركز الثاني في عام 2015م.
- حاز على المركز الأول في سباق كأس إطارات تويو بدبي.

## وصلات خارجية
عبد العزيز بن تركي الفيصل على موقع DriverDB.com (الإنجليزية)
- عبد العزيز بن تركي الفيصل على موقع أوليمبيديا (الإنجليزية)